# Tchernoukha (raïon d'Arzamas)
Tchernoukha (en russe : Черну́ха) est un village de Russie situé dans le raïon d'Arzamas de l'oblast de Nijni Novgorod, siège administratif du conseil rural du même nom qui comprend huit autres villages ou hameaux.

## Géographie
Le village se trouve au bord de la rivière Tchernoukha, affluent gauche de la Serioja, près de son embouchure. Il est à 34 km d'Arzamas et à 100 km de Nijni Novgorod, la capitale régionale.

## Population
- 1999: 4070 habitants
- 2002: 3507 habitants
- 2010: 3364 habitants

La population augmente à la belle saison avec des estivants et des résidences secondaires.

## Histoire

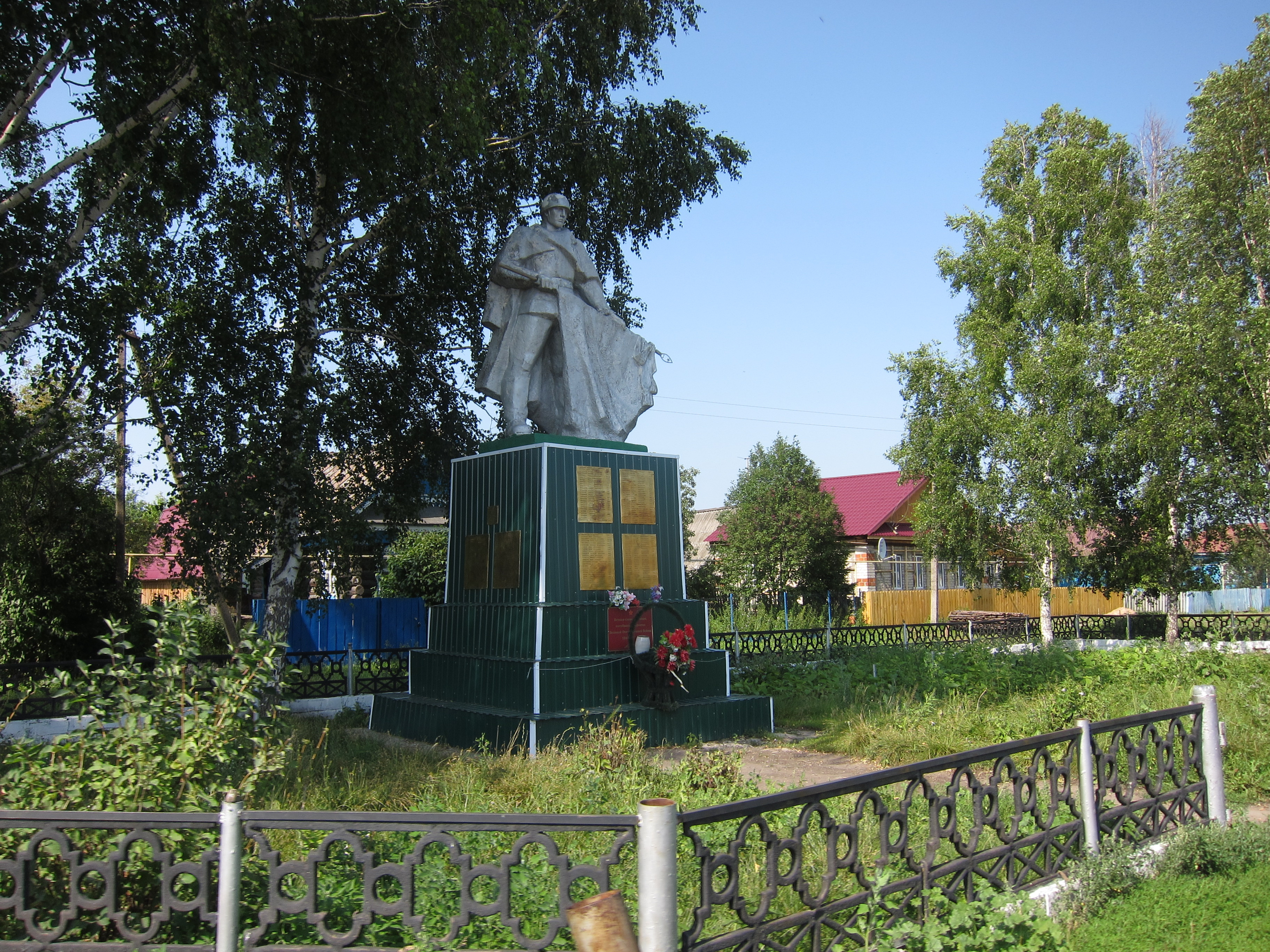
Monument aux morts du village.

En 1935-1963, Tchernoukha est le siège administratif de l'arrondissement (raïon) de Tchernoukha.
Les premières mentions datent du début du XVIe siècle. Il a été fondé par des moines vieux-croyants, d'où son nom (tiré de tchernetsy, hommes en noir), dans un endroit connu pour ses richesses forestières.
En 1859, le village comprend 348 foyers, 1 029 hommes et 1 063 femmes, avec deux églises orthodoxes, dont l'une pour les vieux-croyants, le siège de la volost et d'administration du village, une école, un marché, deux dispensaires et un petit monastère avec un grand potager. L'activité principale est alors l'agriculture, surtout la culture de seigle, millet, sarrasin, chanvre. Les hommes sont aussi réputés comme charpentiers, scieurs, artistes, poètes. Leurs épouses tissent des toiles, des tapis, des couvertures matelassées et confectionnenent des tenues slaves. Une grande foire a lieu pour la Saint-Pierre avec des manèges, des balançoires et l'on y chante et danse.
L'église de bois orthodoxe brûle en 1896 et l'on en construit une nouvelle en pierre. Elle sert de maison de la culture à partir de 1946. Trois kolkhozes sont organisés en 1934: Bolchévique, Premier-Mai et Avant-Garde. Le village devient le siège administratif d'un raïon qui est supprimé en 1963.

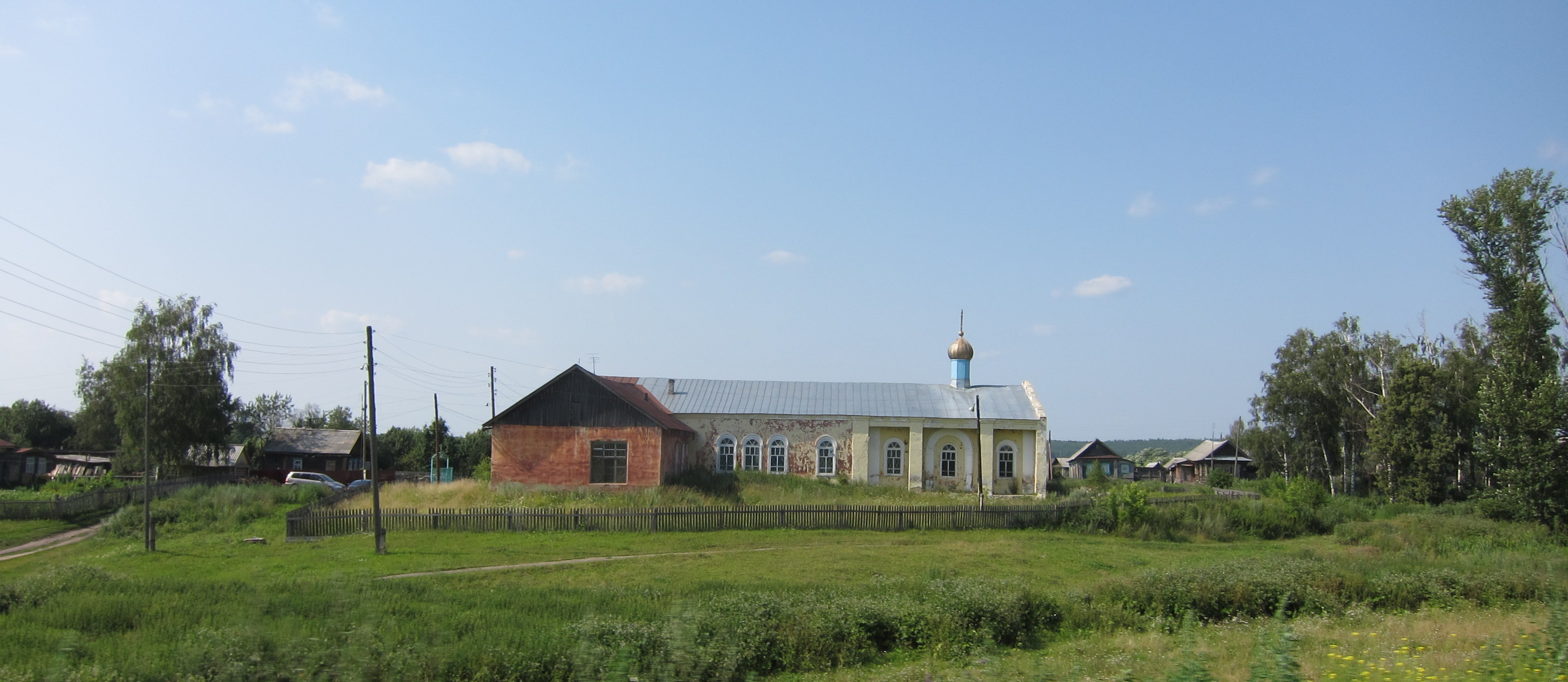
Église Saint-Nicolas de Tchernoukha.

## Culture et enseignement
Le village dispose d'une église orthodoxe dédiée à saint Nicolas dépendant de l'éparchie de Nijni Novgorod et d'une église de vieux-croyants.
Le village possède deux bibliothèques, deux jardins d'enfants, une école moyenne au centre du village pour 350 élèves dans 11 classes. On y apprend l'anglais, l'allemand et le français. Il y a aussi un club où l'on donne des concerts les jours de fête et un monument au soldat inconnu.
Le musée de la Nature Trofimov est un musée fondé en 1955 par la société des chasseurs de la région. Parmi les 1 500 pièces d'exposition, l'on trouve des animaux empaillés de la région, des vêtements folkloriques, des outils et souvenirs du XIXe siècle, des objets d'artisanat, des livres et des cartes postales anciennes.

## Transport

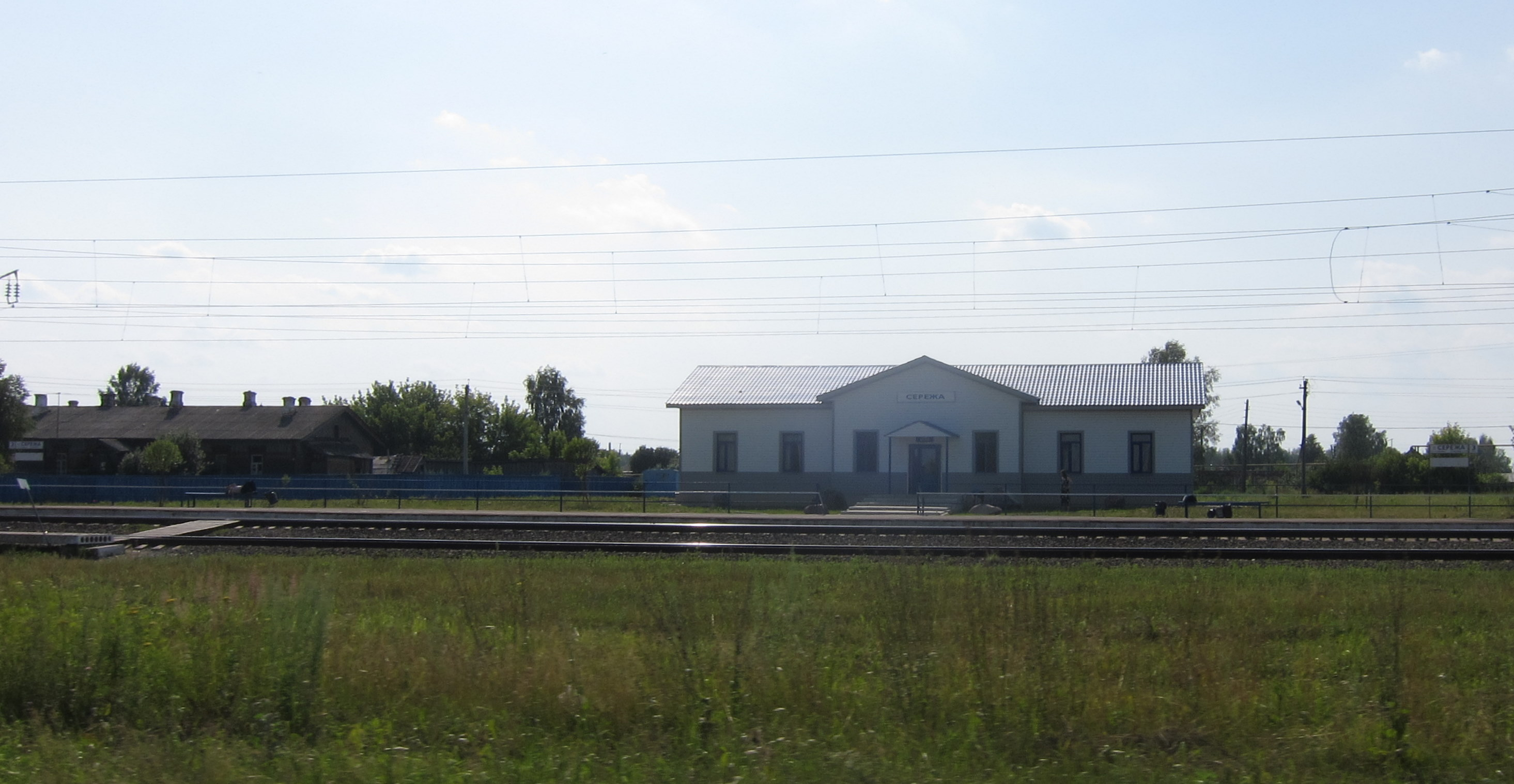
Gare de Serioja.

Le village est desservi par la gare de chemin de fer Serioja.

## Économie
Les deux principales entreprises sont la filiale de NPP Istok et Kvarts NN.

## Santé
Il existe un hôpital de district construit en 2008.

## Galerie

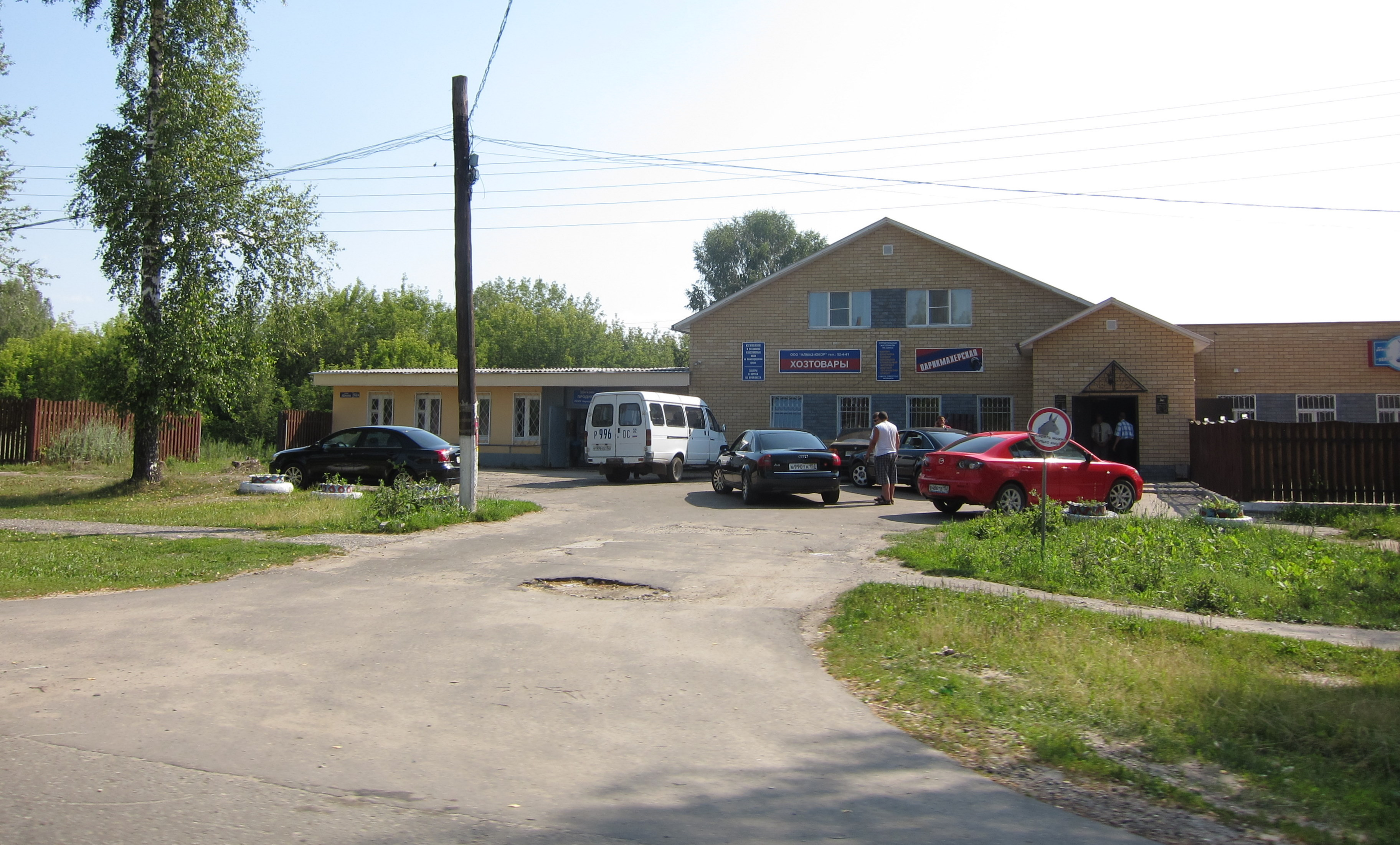
Magasin et coiffeur
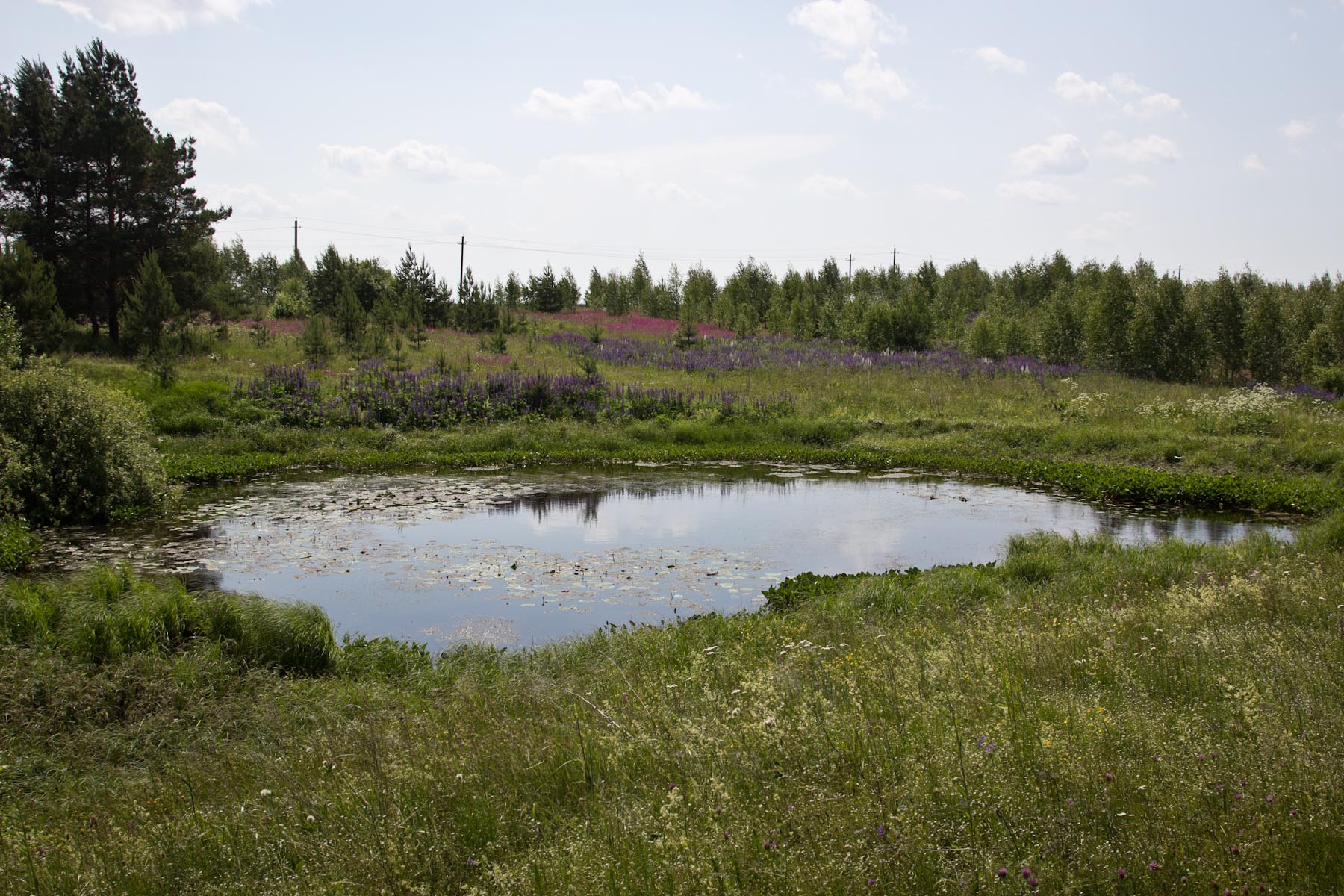
Étang
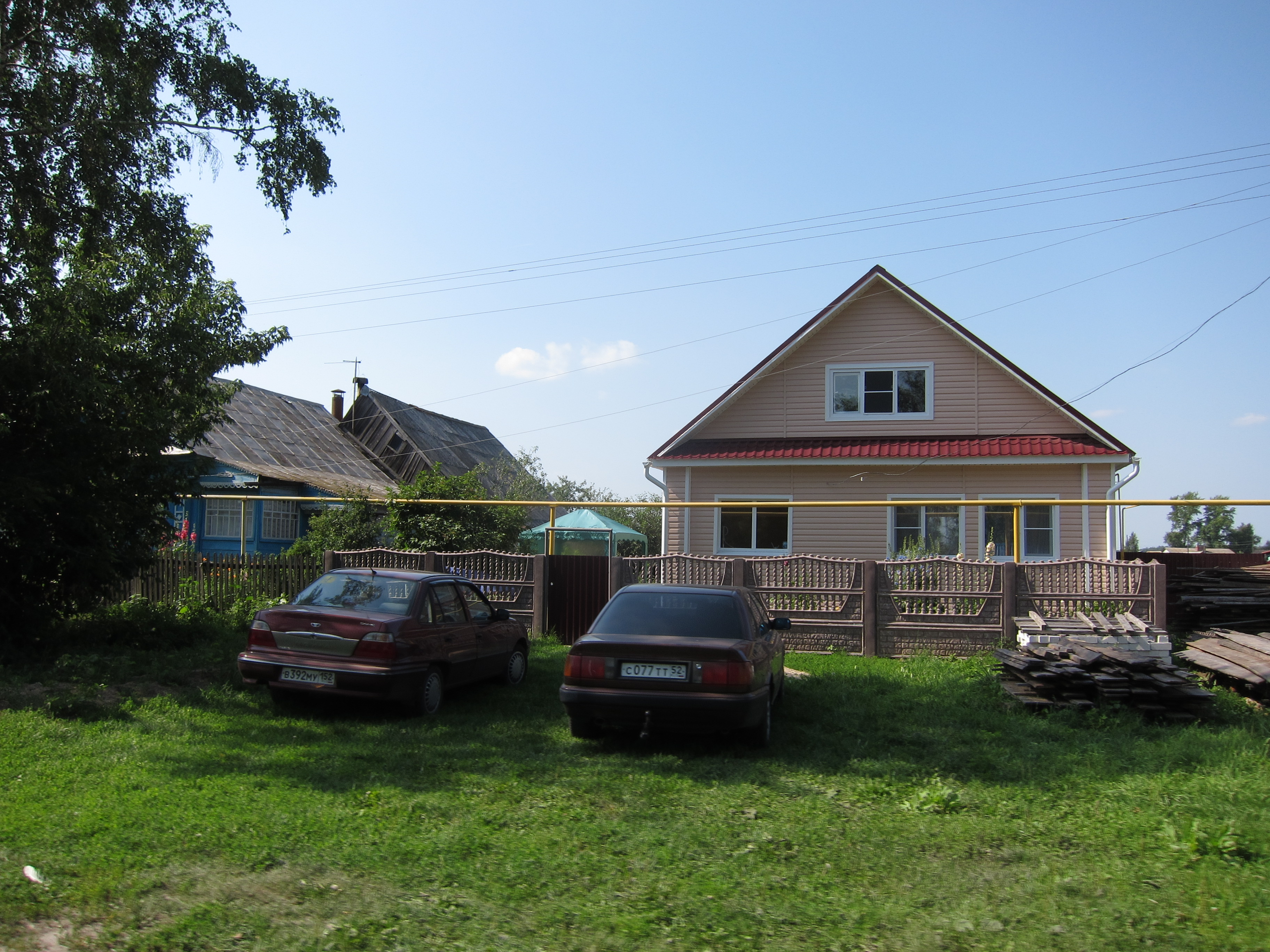
Izba moderne
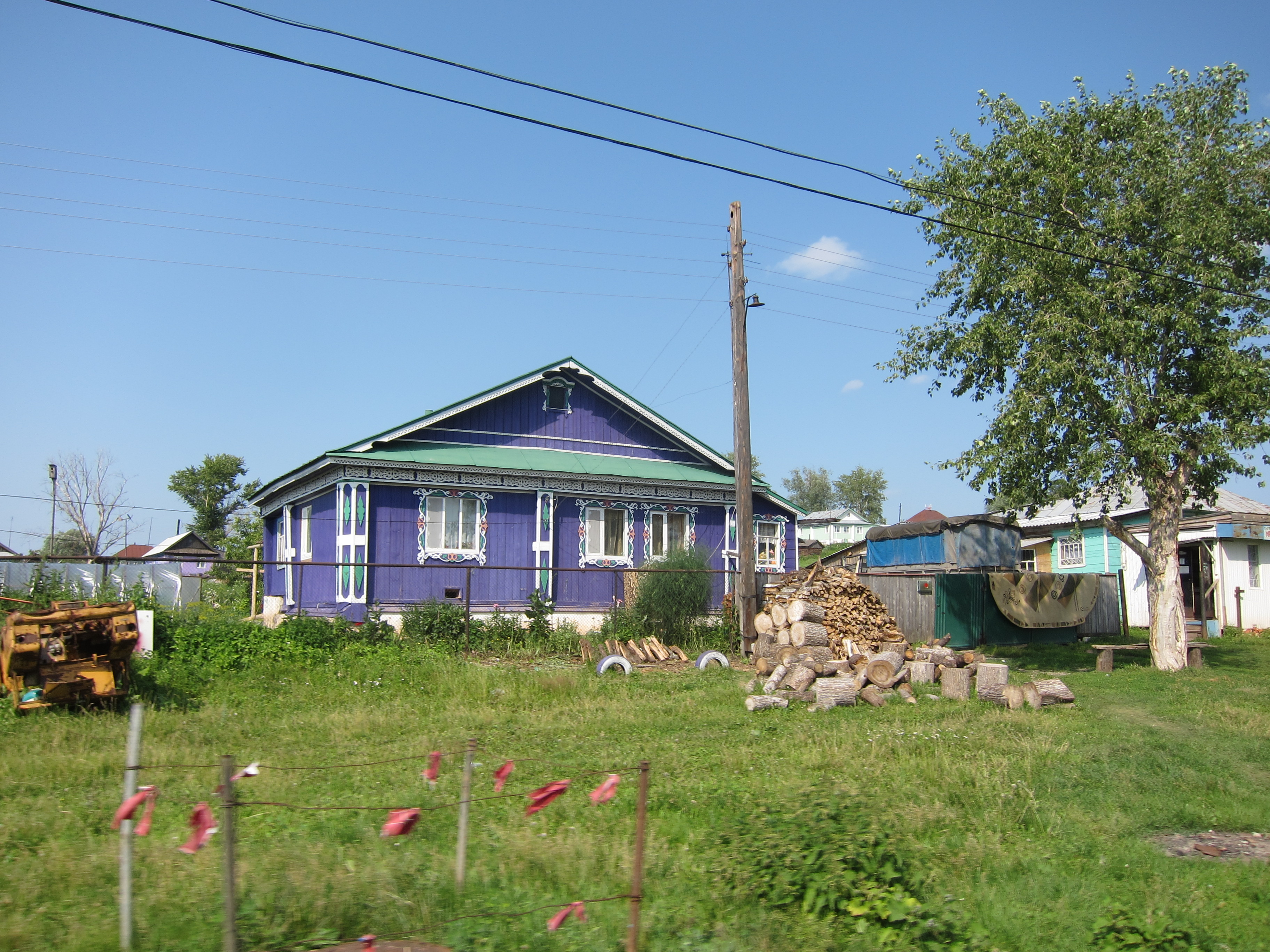
Izba